# Delta (família de coets)
Delta fou una família de coets fabricats originalment per McDonnell Douglas i finalment per United Launch Alliance, una aliança d'empreses entre Boeing Defense, Space & Security i Lockheed Martin Space.
El seu disseny inicial derivava del míssil balístic Thor. Porten en servei des d'agost de 1960 quan es va llançar el Delta I. Amb el programa de transbordadors espacials, la NASA va proposar abandonar les naus no reutilitzables, però després de l'accident del transbordador espacial Challenger tots els projectes varen ser recuperats. En 1989 es va llançar el nou model de coets Delta, el Delta II, dissenyat per llançar els satèl·lits que conformarien el sistema GPS. Els Estats Units necessitaven llançadors més grans per als seus satèl·lits espies, així que en 1998 es va crear el Delta III i en 2001 el Delta IV.
La família estigué en servei des del 1960 fins al 2024. L'últim llançament fou el d'un Delta IV Heavy el 9 d'abril del 2024.

## Família de coets
- Delta I: el primer de la família, creat en 1960 a partir d'un míssil balístic. Va estar en servei fins a 1989.
- Delta II: creat el 1989 per substituir els antics Delta I. El Delta II fou un coet molt fiable per a la NASA. N'existien versions com el 7925 o el 7925-Heavy.
- Delta III: nascut el 1998, oferia el doble de capacitat de càrrega que el seu predecessor.
- Delta IV: llançat el 2001, aquest enorme coet sobrepassava els 70 m d'alçada i podia posar 15 tones en orbita.